# 藤崎靖彦
藤崎 靖彦（ふじさき やすひこ、1968年7月11日 - ）は、福岡県北九州市出身の元プロ野球選手（外野手）。

## 経歴
豊国学園高では2年春に県北部大会決勝で延長10回完投勝利、3年夏は準決勝で西村秀嗣が先発の柳川高に勝利したが、決勝で石貫宏臣と青柳進のバッテリーを擁する西日本短大付高に敗退。高校卒業後は社会人野球の新日本製鐵八幡に入団。1990年の第61回都市対抗野球大会では、1回戦・2回戦とも7番ライトで先発出場。2回戦の対大阪ガス戦では、当時ホームランの出にくい球場とされていた東京ドームの左翼上段に特大ホームランを放ち、これがプロ入りのきっかけになったとされている。この大会では7打数3安打の記録を残した。秋の第17回社会人野球日本選手権大会では、やはり7番ライトで先発出場し、3打数1安打の記録が残っている。
同年のプロ野球ドラフト会議で読売ジャイアンツから3位指名を受け入団。入団交渉では、当初球団からの提示に対して、同年ドラフト1位の元木大介の契約金が9000万円と比べて格差がありすぎるとして難色を示し、500万円が上積みされて契約金6000万円で合意した。
1年目となる1991年の春季キャンプではいきなり一軍でのグァムキャンプ帯同となった。しかし、力不足を露呈した上、キャンプ早々守備練習で左足首の軽い捻挫をし、キャンプ終了後には二軍落ちが決まり、「がっくりきています。こうなったら頑張るしかないですよ」とのコメントを残している。同年は二軍で14試合4打数1安打、打率.250、本塁打0本の成績に終わる。2年目の1992年は、二軍で25試合17打数2安打、打率.118、本塁打0本の成績に終わり、その年のオフに戦力外通告を受けて退団した。スポーツライターからは、「果たして3位指名どころか、ドラフトにかかるほどの選手だったのか疑問が残ります」と言われている。

## 詳細情報

### 年度別打撃成績
- 一軍公式戦出場なし

### 背番号
- 51（1991年 - 1992年）